# 李若谷
李若谷（1951年1月—），汉族，中华人民共和国政治人物、第十一届全国政协委员。现任国际金融论坛（IFF）常务副理事长。

## 生平
加入中国共产党，2005年至2015年担任中国进出口银行董事长、行长、党委书记。2008年，当选第十一届全国政协委员，代表经济界，分入第三十四组。